# Zulia Calatayud
Pour les articles homonymes, voir Calatayud (homonymie).
Zulia Calatayud, née le 9 novembre 1979 à La Havane (Cuba), est une athlète cubaine spécialiste du 400 m et du 800 m.

## Palmarès

### Championnats du monde d'athlétisme
- Championnats du monde d'athlétisme de 2005 à Helsinki ( Finlande) 
  -  Médaille d'or sur 800 m
- Championnats du monde d'athlétisme de 2007 à Osaka ( Japon) 
  - éliminée en demi-finale sur 800 m
- Championnats du monde d'athlétisme de 2009 à Berlin ( Allemagne) 
  - 7e en relais 4 x 400 m

### Jeux panaméricains
- Jeux Panaméricains de 1999 à Winnipeg ( Canada)
  -  Médaille d'argent sur 800 m
  -  Médaille d'or en relais 4 × 400 m
- Jeux Panaméricains de 2007 à Rio de Janeiro ( Brésil)
  -  Médaille de bronze sur 800 m
  -  Médaille d'or en relais 4 × 400 m